# Sense principis
Sense principis  (títol original: No Code of Conduct) és un telefilm estatunidenc dirigit per Bret Michaels, i difós l'any 1998. Ha estat doblada al català.
Els protagonistes són Charlie Sheen, i Martin Sheen com a pare i fill d'una unitat de detectius anti-vici, juntament amb Mark Dacascos que és la companya de Charlie Sheen. La pel·lícula va ser estrenada directament en vídeo en alguns països, incloent: Austràlia, Suècia, Japó, República Txeca, Argentina, Brasil, Azerbaitjan, Rússia i Turquia. Bret Michaels és director, guionista, compositor, actor i productor executiu. Charlie Sheen fa d'actor, guionista i productor executiu.

## Argument
La policia s'enfronta a una banda de narcotraficants que preparen un lliurament important. L'operació es desbarata, però el fet té conseqüències no previstes en les vides dels agents encarregats del cas.

## Repartiment
- Charlie Sheen: Jake Peterson
- Martin Sheen: Bill Peterson
- Mark Dacascos: Paul DeLucca
- Paul Gleason: John Bagwell
- Joe Lando: Willdog
- Tina Nguyen: Shi
- Joe Estevez: Pappy
- Meredith Salenger: Rebecca Peterson (acreditada com Meredith Salinger)
- Courtney Guanys: Cameron
- Ron Masak: Julian Disanto